# Elizaveta Ksaver'evna Branickaja
Elizaveta Ksaver'evna Branickaja, in russo Елизавета Ксаверьевна Браницкая?, coniugata Voroncova (in russo Елизавета Ксаверьевна Воронцова?) (19 settembre 1792 – Odessa, 27 aprile 1880), è stata una nobildonna russa.

## Biografia
Era la figlia più giovane del nobile polacco Franciszek Ksawery Branicki, e di sua moglie, Aleksandra von Engelhardt, una nipote di Grigorij Aleksandrovič Potëmkin.
La sua istruzione, e quella dei suoi fratelli, fu curata personalmente dalla madre, la quale sosteneva che più fossero stati lontani dalle tentazioni della vita della capitale più sarebbe stato bene per loro.
Nel 1807 lei e sua sorella Sof'ja furono nominate damigelle d'onore. Ben presto sua sorella si sposò con un ufficiale dell'esercito polacco, Arthur Potocki.
Nel 1819, insieme alla madre, partì per Parigi.

## Matrimonio
A Parigi, incontrò il tenente generale conte Michail Semënovič Voroncov. Il matrimonio venne celebrato il 2 maggio 1819, nella chiesa ortodossa di Parigi. Ebbero sei figli:
- Ekaterina (1820-1820)
- Aleksandr (17 maggio 1821-22 settembre 1830)
- Aleksandr
- Simon (1823-1882)
- Sof'ja (1825)
- Michail

Dopo le nozze, Elizaveta entrò in contatto con gli scienziati più famosi d'Europa, musicisti e artisti. Nel mese di settembre lasciarono Parigi ed arrivarono, nel mese di novembre, presso Bila Cerkva. Dopo essere rimasti lì a lungo, nel mese di dicembre arrivarono a San Pietroburgo.
Nel tentativo di attenuare l'amarezza della perdita, la coppia, nel mese di giugno, andò a Mosca, poi a Kiev, e nel mese di settembre all'estero. Durante il viaggio, hanno visitato Vienna, Venezia, Milano, Verona, Torino, Parigi, e poi a metà dicembre si trasferirono a Londra.
Parteciparono all'incoronazione di Giorgio IV e poi furono ospiti di Ekaterina Semënovna Voroncova, contessa di Pembroke.

## Morte
Morì il 27 aprile 1880 a Odessa. Fu sepolta accanto alle ceneri del marito. Nel 1936 il governo sovietico accettò la distruzione della cattedrale. Prima dell'esplosione, i resti di quattro Voroncov furono rimossi dagli operai in presenza di poliziotti e furono trasportati al cimitero di Odessa.
Nel 2005 il governo della città di Odessa decise di seppellirli nella chiesa inferiore della Cattedrale della Trasfigurazione, proprio sotto il punto in cui i resti erano sepolti nella chiesa superiore. La cerimonia di sepoltura si è svolta il 10 novembre 2005.